# Kralupy nad Vltavou
Kralupy nad Vltavou é uma cidade checa localizada na região da Boêmia Central, distrito de Mělník.